# Damaru (trommel)

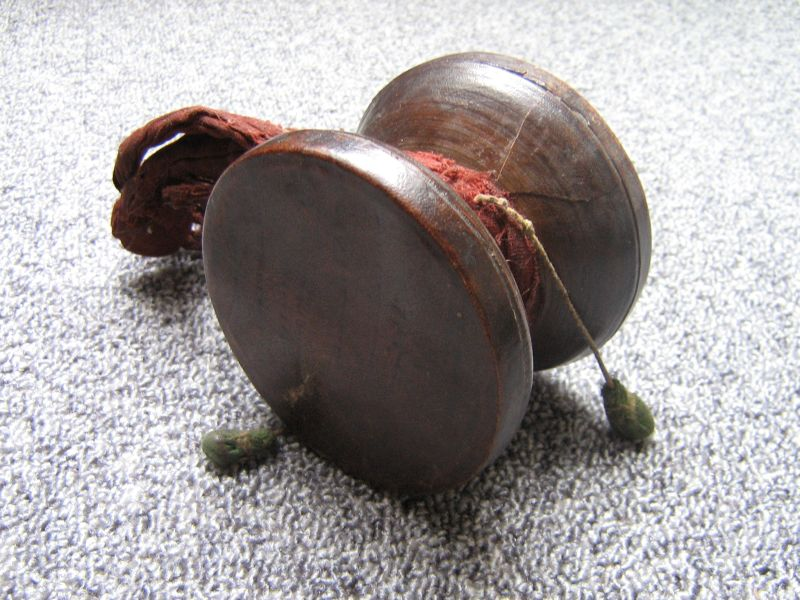
Een Tibetaanse damaru

Een damaru is een kleine, zandlopervormige trommel die aangetroffen worden op oude tempelmuren in India, Tibet, Nepal. Het is de drum die Shiva in een van zijn tien handen houdt.
De damaru is een van de attributen van rondreizende Boeddhistische monniken in Tibet, naast de schelphoorn en de bel of gong. Het krachtige ratelende geluid van de damaru kondigt het goede nieuws aan en roept de hulp in van de hemelse vrouwen.